# Monika Žárská
Monika Žárská (* 1958) je česká filoložka, překladatelka a vysokoškolská pedagožka. Specializuje se na překlady z němčiny do češtiny. Vedle toho stojí v čele české pobočky Hnutí křesťanů za odstranění mučení a trestu smrti (ACAT). Je rovněž činná ve střešovickém sboru Českobratrské církve evangelické. Angažuje se dále ve společenských otázkách, když například v roce 2010 podepsala otevřený dopis předsedům tehdejších parlamentních stran, který upozorňoval na situaci v České televizi a podle signatářů nepřiměřenou výši platu jejího ředitele Jiřího Janečka.
Žárská pochází z rodiny Jana a Anny Dusových, jejichž je nejstarší ze čtyř dětí. Jejím nejmladším bratrem je Jan Amos Dus. Jejím manželem je Viktor Žárský, rostlinný fyziolog na Přírodovědecké fakultě Univerzity Karlovy. Spolu mají čtyři syny, z nichž nejstarší Jakub je polárním ekologem.